# Жапура (Парана)
Жапура (порт. Japurá) — муниципалитет в Бразилии, входит в штат Парана. Составная часть мезорегиона Северо-запад штата Парана. Входит в экономико-статистический микрорегион Сианорти. Население составляет 8248 человек на 2007 год. Занимает площадь 165,184 км². Плотность населения — 49,9 чел./км².
Праздник города — 13 декабря.

## История
Город основан 13 декабря 1964 года.

## Статистика
- Валовой внутренний продукт на 2003 год составляет 61 155 398,00 реалов (данные: Бразильский институт географии и статистики).
- Валовой внутренний продукт на душу населения на 2003 год составляет 8035,13 реалов (данные: Бразильский институт географии и статистики).
- Индекс развития человеческого потенциала на 2000 год составляет 0,759 (данные: Программа развития ООН).